# Mlakva (Perušić)
Mlakva falu Horvátországban Lika-Zengg megyében. Közigazgatásilag Perušićhoz tartozik.

## Fekvése
Otocsántól légvonalban 19 km-re közúton 32 km-re délre, községközpontjától légvonalban 9 km-re közúton 20 km-re északnyugatra a Lika jobb partján fekszik. A falu délnyugati határán fekszik a Lika folyó gátjával mesterségesen felduzzasztott Kruščica-tó.

## Története
1527-ben a vidék több mint százötven évre török megszállás alá került. 1689-ben a terület felszabadult a török uralom alól és a szabaddá vált területre pravoszláv vlachok települtek, akik határőrszolgálatot láttak el. Az otocsáni ezred gornji kosinji századához, egyházilag a studenci parókiához tartoztak. Szerb pravoszláv templomát 1882-ben építették. A falunak 1857-ben 759, 1910-ben 821 lakosa volt. A trianoni békeszerződés előtt Lika-Korbava vármegye Perušići járásához tartozott. Ezt követően előbb a Szerb-Horvát-Szlovén Királyság, majd Jugoszlávia része lett. A második világháború idején lakói közül sokan vettek részt a partizánmozgalomban. 1941. augusztus 6-án az usztasák a falu egyik épültében Jova Glumičić házában 286 szerb polgári lakost gyűjtöttek össze és az épületet rájuk gyújtották. A tett színhelye ma a Kruščica-tó mélyén található. A 40 méter mély gornji kosinji Sveta Ana barlangba dobott áldozatok közül is 62 mlakvai volt. 1968 és 1970 között a Lika folyón gátat és vízierőművet építettek és kialakították a Kruščica tavat. 1991-ben lakosságának 89 százaléka szerb nemzetiségű volt. 1991-ben a független Horvátország része lett. 2011-ben 51 lakosa volt.

## Lakosság
| Lakosság változása | Lakosság változása | Lakosság változása | Lakosság változása | Lakosság változása | Lakosság változása | Lakosság változása | Lakosság változása | Lakosság változása | Lakosság változása | Lakosság változása | Lakosság változása | Lakosság változása | Lakosság változása | Lakosság változása | Lakosság változása |
| ------------------ | ------------------ | ------------------ | ------------------ | ------------------ | ------------------ | ------------------ | ------------------ | ------------------ | ------------------ | ------------------ | ------------------ | ------------------ | ------------------ | ------------------ | ------------------ |
| 1857               | 1869               | 1880               | 1890               | 1900               | 1910               | 1921               | 1931               | 1948               | 1953               | 1961               | 1971               | 1981               | 1991               | 2001               | 2011               |
| 759                | 516                | 492                | 786                | 762                | 821                | 791                | 685                | 272                | 275                | 300                | 223                | 169                | 114                | 62                 | 51                 |

## Nevezetességei
- A Legszentebb Istenanya Születése (népi nevén Mlada Nedelja) tiszteletére szentelt szerb pravoszláv templomát 1882-ben építették. Utolsó felújítása 1935-ben volt, azóta igencsak megviselte az idő vasfoga, tornya ledőléssel, tetőszerkezete beszakadással fenyegetett. A templomot 2009 és 2011 között a hívek segítségével és a faluból nyugati országokba elvándorolt egykori lakosok bőkezű anyagi támogatásával teljesen megújították. A megújított templomot 2011. november 28-án szentelte fel Geraszim felsőkárolyvárosi pravoszláv püspök.
- A II. világháború idején legyilkolt áldozatok 1955-ben emelt emlékműve a templom közelében az út mellett áll.
- A Sklope vízierőművet 1968 és 1970 között építették a Lika folyón, kialakítva a festői Kruščica-tavat.